# The Game (Miniserie)
The Game ist eine britische Thriller-Miniserie von Autor Toby Whithouse. Die Serie spielt in den 1970er Jahren im Spionage-Milieu während des Kalten Krieges. Die Erstausstrahlung lief vom 5. November bis zum 10. Dezember 2014 bei BBC Two. Die deutschsprachige Erstausstrahlung wurde vom 26. August bis zum 9. September 2015 im WDR gesendet.

## Handlung
Durch den russischen Überläufer Arkady erhält der britische Inlandsgeheimdienst MI5 Kenntnis von einem geheimen Plan des KGB mit dem Kodenamen „Operation Glass“, der Großbritannien einen schweren Schlag versetzen soll. Der Geheimdienstchef mit dem Tarnnamen „Daddy“ stellt daraufhin ein Team zusammen, das die Bedrohung untersuchen soll. Dazu gehören der junge Geheimagent Joe Lambe, seine erfahrene Kollegin Sarah Montag, ihr Mann Alan, ein weltfremder Abhörspezialist, der ehrgeizige Beamte Bobby Waterhouse, der Polizist DC Jim Fenchurch und Daddys schüchterne, aber tüchtige Sekretärin Wendy Straw. Das Team überwacht die Aktivierung diverser sowjetischer Schläferagenten durch Arkady und kann gerade noch die Preisgabe des Letters of Last Resort, der Anweisungen des Premierministers für den Fall eines Atomschlags, verhindern.
Als Gerüchte aufkommen, die sowjetischen Aktionen würden von einem berüchtigten KGB-Offizier mit dem Tarnnamen „Odin“ geleitet, verfolgt Joe Lambe eigene Ziele. Vor einem Jahr wollte er in die Sowjetunion überlaufen, um mit der Russin Yulia zu leben, in die er sich verliebt hatte. Doch der Deal ging schief, Yulia wurde niedergeschossen, Joe gefangen genommen und später gegen sowjetische Spione ausgetauscht. „Daddy“ deckte die Aktion seines Schützlings und gab sie als gescheiterte Geheimaktion aus, um sich die Loyalität seines Agenten zu sichern. Doch in Joe lodert noch immer unbändiger Hass auf „Odin“, den er für den Tod seiner Geliebten verantwortlich macht. Er setzt Arkady, an dessen Glaubwürdigkeit der MI5 zu zweifeln beginnt, mit der Sicherheit seiner Familie unter Druck, um Odin aus der Reserve zu locken. Dies gelingt, führt jedoch nur zur Ermordung Arkadys, während Odin Joe unerklärlicherweise verschont.
Mit einer weiteren Finte, der falschen Beschuldigung der MI6-Agentin Kate Wilkinson, hetzt der KGB die beiden britischen Geheimdienste gegeneinander auf und lähmt so die Schlagkraft von „Daddys“ Truppe. Anschließend verübt der ehemalige britische Soldat Philip Denmore einen Anschlag auf die Hauptverwaltung der Conservative Party, der vordergründig die Handschrift der IRA trägt, jedoch von sowjetischer Seite inszeniert wurde. Mehr und mehr verdichten sich die Anzeichen, dass sich im innersten Zirkel des MI5 ein Maulwurf befinden muss, der die Aktionen des Teams vorab verrät. Schließlich wird Alan Montag ertappt, als er einen toten Briefkasten der Sowjets benützt. Freimütig gesteht er, der Maulwurf mit dem Codenamen „Phoenix“ zu sein. 
Ein angeblich für Joe Lambe ausgestellter falscher sowjetischer Pass überzeugt „Daddy“ davon, dass auch sein Schützling ein Verräter ist, und er macht Jagd auf den jungen Agenten. So hilft es Joe wenig, als er – mit Hilfe von Tonaufzeichnungen, aus denen das Personalpronomen „sie“ gelöscht wurde – Sarah als die wahre „Phoenix“ enttarnt, für die sich ihr Mann Alan nur aus Liebe opfert. Sarah erpresst Joe mit der überraschend lebendigen Yulia. Es stellt sich heraus, dass Joe ein geplantes Attentat auf den britischen Premierminister bei dessen Besuch am Ort des Bombenanschlags zur Last gelegt werden soll. Mit dieser Finte hätte der KGB mit einem Schlag nicht nur den britischen Regierungschef ausgeschaltet, sondern die gesamte Führungsriege des MI5, die wegen der Beteiligung ihres Agenten entlassen worden wäre. Anschließend hätten langjährig gezüchtete Maulwürfe des KGB, allen voran der britische Vize-Premierminister, die vakanten Führungspositionen besetzt.
Joe Lambe jedoch vereitelt den Anschlag, den er zuvor an „Daddy“ weitergemeldet hat. Der Premierminister wird durch Jim Fenchurch gedoubelt, ein britischer Scharfschütze schießt „Odin“ nieder. Bevor dieser stirbt, kann er Joe noch mit dem Verdacht infizieren, Yulia habe die ganze Zeit hindurch für den KGB gearbeitet. Als Joe mit seiner Geliebten zusammenkommt, bleibt er reserviert. Es gelingt ihm nicht, sich von seinen Zweifeln freizumachen, und so hat „Odin“ am Ende doch gewonnen: Zweifel töten so sicher wie jede Waffe.

## Besetzung und Synchronisation
Die deutsche Synchronisation entstand unter der Dialogregie von Engelbert von Nordhausen durch die Synchronfirma Rainer Brandt Filmproduktions in Berlin.
| Rollenname        | Schauspieler      | Synchronsprecher         |
| ----------------- | ----------------- | ------------------------ |
| Joe Lambe         | Tom Hughes        | Nicolás Artajo           |
| Daddy             | Brian Cox         | Engelbert von Nordhausen |
| Bobby Waterhouse  | Paul Ritter       | Oliver Siebeck           |
| DC Jim Fenchurch  | Shaun Dooley      | Olaf Reichmann           |
| Sarah Montag      | Victoria Hamilton | Silvia Mißbach           |
| Alan Montag       | Jonathan Aris     | Peter Flechtner          |
| Wendy Straw       | Chloe Pirrie      | Josefin Hagen            |
| Hester Waterhouse | Judy Parfitt      | Luise Lunow              |
| Yulia             | Zana Marjanović   | Franca Orlia             |
| Odin              | Jevgenij Sitochin | Jevgenij Sitochin        |

## Episodenliste
| Nr. (ges.) | Nr. (St.) | Deutscher Titel            | Originaltitel | Erstausstrahlung UK | Deutschsprachige Erstausstrahlung (D) | Regie            | Drehbuch                       |
| ---------- | --------- | -------------------------- | ------------- | ------------------- | ------------------------------------- | ---------------- | ------------------------------ |
| 1          | 1         | Schatten der Vergangenheit | Episode 1     | 5. Nov. 2014        | 26. Aug. 2015                         | Niall MacCormick | Toby Whithouse                 |
| 2          | 2         | Brisante Informationen     | Episode 2     | 12. Nov. 2014       | 26. Aug. 2015                         | Niall MacCormick | Toby Whithouse                 |
| 3          | 3         | Falsche Pläne              | Episode 3     | 19. Nov. 2014       | 2. Sep. 2015                          | Niall MacCormick | Sarah Dollard                  |
| 4          | 4         | Alte Freunde               | Episode 4     | 26. Nov. 2014       | 2. Sep. 2015                          | Daniel O’Hara    | Debbie O’Malley                |
| 5          | 5         | Der Anschlag               | Episode 5     | 3. Dez. 2014        | 9. Sep. 2015                          | Daniel O’Hara    | Toby Whithouse & Sarah Dollard |
| 6          | 6         | In letzter Sekunde         | Episode 6     | 10. Dez. 2014       | 9. Sep. 2015                          | Daniel O’Hara    | Toby Whithouse                 |